# 橋口満朗
橋口 満朗（はしぐち みつろう、1952年10月3日 - ）は、宮崎県出身の元騎手。
JRA調教師であった橋口弘次郎の実弟。

## 来歴
兄の弘次郎に勧められて中央競馬の騎手になり、1973年3月に栗東・松井麻之助厩舎からデビュー。1年目の同年は同10日の阪神第8競走5歳以上700万下・ランドエイユウ（6頭中3着）で初騎乗を果たすと、25日の阪神第8競走5歳以上200万下・ミヒロカザンで初勝利を挙げる。1年目の同年は8勝、2年目の1974年には初の2桁勝利で自己最多の14勝をマーク。
3年目の1975年には3月30日の小倉で初の1日2勝、1976年には3月13日・14日の阪神で初の2日連続勝利を記録。
1976年には宮本悳厩舎の牝馬タニノアンナで京都大障害（秋）2着、1977年の京都大障害（春）3着に入った。
1977年には関西に遠征してきたダービー馬クライムカイザーに騎乗し、鳴尾記念4着、第75回天皇賞5着、ラストランとなった第18回宝塚記念は6着に終わった。
1978年には結婚を機に栗東から関東へ拠点を移すことになり、クライムカイザーを管理していた美浦・佐藤嘉秋厩舎に移籍し、夏の北海道シリーズ函館戦4勝を含む9勝をマーク。
移籍の際、師匠の松井は調教の人手が足りなくなることを懸念し、「弟がいなくなるんだから、かわりに兄貴をウチにくれないか」と吉永猛調教師に申し入れ、吉永もこれを応諾した結果、弘次郎は満朗と入れ替わる形で松井の厩舎へ移籍することが決まる。
1980年にはNHK杯でエイダイキングに騎乗してモンテプリンスの3着に入り、1982年には8年ぶりで自身最後の2桁となる11勝をマーク。
1984年には細川益男の所有馬で、日高育成牧場で育った抽せん馬ミクロンテンローで新潟大賞典を制し、人馬共に唯一の重賞勝利を飾った 。
1985年には夏の新潟で3勝を挙げ、11月16日の福島第12競走4歳以上400万下・ミツワランドで通算100勝を達成。
1987年には秋の福島で挙げた2勝、1988年には春の新潟戦2勝を含む3勝、1989年には夏の函館で挙げた2勝のみに終わり、1992年は自己最低の1勝であった。
1993年12月26日の中山第12競走4歳以上500万下・ヴァンダムシチーが師匠の佐藤と共に挙げた最後の勝利 となったが、トウカイテイオーが勝利した第38回有馬記念の日の最終レースであった。
佐藤のラストランとなった1994年2月27日の中山第12競走4歳以上900万下・サンモリッツシチー（14頭中10着）が最後の騎乗となり、同年限りで現役を引退 。

## 騎手成績
| 通算成績 | 1着 | 2着 | 3着 | 4着以下 | 出走回数 | 勝率 | 連対率 |
| -------- | --- | --- | --- | ------- | -------- | ---- | ------ |
| 平地     | 102 | 139 | 136 | 1570    | 1947     | .052 | .124   |
| 障害     | 18  | 23  | 23  | 114     | 178      | .101 | .230   |
| 計       | 120 | 162 | 159 | 1684    | 2125     | .056 | .133   |

主な騎乗馬
- ミクロンテンロー（1984年新潟大賞典）